# Rönneshytta
Rönneshytta is een plaats in de gemeente Askersund in het landschap Närke en de provincie Örebro län in Zweden. De plaats heeft 291 inwoners (2005) en een oppervlakte van 71 hectare.